# Rivière Noire (Ottawa River)
Der Rivière Noire (auch bekannt als Noire River oder Black River) ist ein linker Nebenfluss des Ottawa River im Westen der kanadischen Provinz Québec.

## Flusslauf
Er verläuft in südöstlicher Richtung und mündet bei Waltham in den Ottawa River. Er verdankt seinen Namen seinem dunkelgefärbten Wasser (noire ist das französische Wort für „schwarz“).
Der Fluss gehört zu einer Gruppe aus drei benachbarten Wildwasserflüssen, zu denen auch der Rivière Dumoine und Rivière Coulonge zählen. Diese sind beliebt bei Kanufahrern und Anglern.
Der Rivière Noire hat seinen Ursprung in der Wildnis südlich des La Vérendrye Wildlife Reserve. Er fließt durch das Kanadische Schild und ist gekennzeichnet durch wechselnde Flussabschnitte, die zwischen felsigen Wildwasserstrecken und Mäandern in sandigen Tälern variieren. Typische Bäume in dem Gebiet sind Schwarz-Fichte, Banks-Kiefer, Weymouth-Kiefer, Amerikanische Rotkiefer, Wacholder, Erle und Birke.
Der Fluss ist noch ursprünglich mit Ausnahme der letzten 30 km, wo es Cottages gibt. Unmittelbar, bevor er in den Ottawa River mündet, wird der Rivière Noire durch einen Damm, der Barrage Waltham (⊙), aufgestaut, der zu einem Wasserkraftwerk gehört.

## Paddeln auf dem Rivière Noire
Der Rivière Noire ist erst unterhalb des Zusammenflusses mit dem Coughlin Creek (bei km 237) befahrbar.
Es gibt viele befahrbare Stromschnellen – hauptsächlich Class 1 oder 2 (bei mittleren Abflüssen).
Nennenswerte Stromschnellen am Rivière Noire sind:
- km 114, "The Wall" – technisch Class 2.
- km 100, "Targie" – Class 3 bis 2.
- km 51, "50-50" – Class 3.
- km 40 bis 30 – durchgehend Class 1 und „swifts“ (außer bei Niedrigwasser)

Eine erwähnenswerte Portage führt um die Mountain Chute:

Man hat die Wahl zwischen einer langen Strecke durch beschwerliches Terrain oder einer kürzeren Strecke, die oberhalb des Wasserfalls beginnt und zu einem beinahe vertikalen Abhang führt, der die Verwendung von Seilen erfordert.

## Wasserkraftwerk und Damm
Der Fluss wird schon seit dem Beginn des 20. Jahrhunderts zur Stromgewinnung aus Wasserkraft genutzt.
Im Jahre 1937 wurde eine Staumauer erbaut, die 1994 modifiziert wurde. Der Damm hat eine Höhe von 11,7 m, eine Länge von 106,4 m und eine Kapazität von 13.800 m³. Der Damm und das W.R. Beatty-Wasserkraftwerk liegen nahe der Mündung des Rivière Noire am Ausfluss aus dem Lac Robinson. Die Kraftwerksleistung beträgt 10,6 MW.
Ursprünglich gehörte das Kraftwerk der Pembroke Electric Light Company, später der Pontiac Hydro Commission.
Schließlich wurde es 1996 von Brookfield Power übernommen.